# Sarothrus tibialis
Sarothrus tibialis är en stekelart som först beskrevs av Zetterstedt 1840.  Sarothrus tibialis ingår i släktet Sarothrus, och familjen glattsteklar. Arten är reproducerande i Sverige.